# San Lorenzo (San Marcos)
San Lorenzo è un comune del Guatemala facente parte del dipartimento di San Marcos.
L'abitato venne fondato da alcune famiglie di coloni spagnoli tra il 1690 ed il 1700. Il comune venne istituito il 25 marzo 1812.